# Brevens bruk
Brevens bruk er en småort i Örebro kommun i Örebro län i Sverige. I 2010 var indbyggertallet 101.